# Irena Kwiatkowska

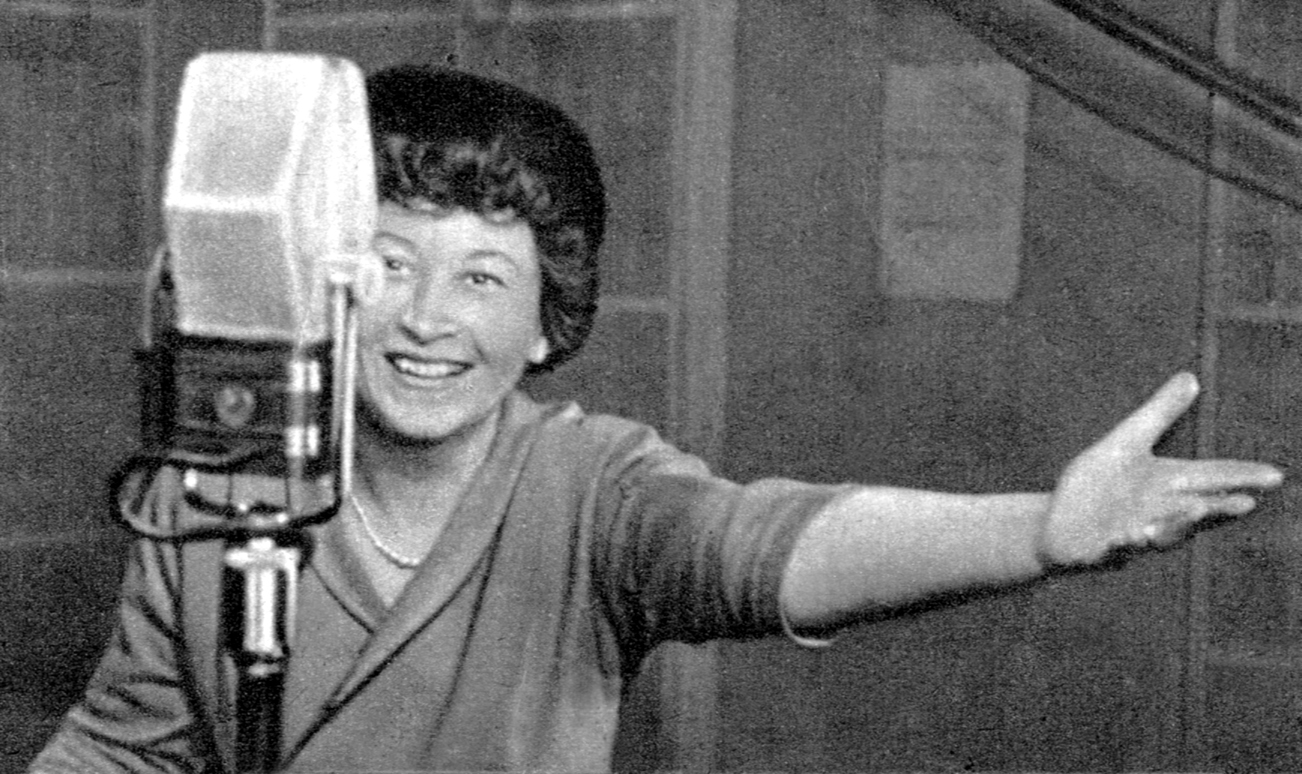
Kwiatkowska (1949)

Irena Kwiatkowska-Kielska (ur. 17 września 1912 w Warszawie, zm. 3 marca 2011 w Konstancinie-Jeziornie) – polska aktorka teatralna, filmowa i telewizyjna, artystka kabaretowa.

## Życiorys
Córka zecera Kryspina Stanisława Kwiatkowskiego (1876–1950) i jego żony Marianny z Barabaszów (1877–1945). Absolwentka żeńskiego Gimnazjum Państwowego im. Klementyny Hoffmanowej w Warszawie. W 1935 ukończyła studia na Wydziale Aktorskim Państwowego Instytutu Sztuki Teatralnej, pod kierunkiem m.in. Aleksandra Zelwerowicza.
Zadebiutowała w teatrze Cyrulik Warszawski, do którego została zaproszona przez Fryderyka Jarosy’ego. Do wybuchu wojny grała w teatrach: Powszechnym w Warszawie, Nowym w Poznaniu i Polskim w Katowicach.
Podczas okupacji niemieckiej pracowała jako kucharka w siedzibie ZASP-u i była księgową w Radzie Głównej Opiekuńczej. Była żołnierzem AK, uczestniczyła w powstaniu warszawskim jako łączniczka w sztabie grupy „Północ” (ps. „Katarzyna”), grała w teatrze powstańczym w szpitalach i piwnicach. Uciekła z kolumny transportowej do Dulag 21.
Po zakończeniu wojny, na prośbę Konstantego Ildefonsa Gałczyńskiego i Antoniego Bohdziewicza, wyjechała do Krakowa, gdzie występowała w kabarecie Siedem Kotów. Wiersze, piosenki i skecze dla Kwiatkowskiej pisał Gałczyński, który w ramach Teatrzyku Zielona Gęś stworzył dla niej postać Hermenegildy Kociubińskiej, „poetki hermetyczno-sympatycznej”. Od 1948 Kwiatkowska była związana ze scenami warszawskimi. Zagrała ponad sto ról teatralnych, 20 filmowych i telewizyjnych (m.in. jako matka Pawła w Wojnie domowej, kobieta pracująca w Czterdziestolatku). Występowała także w Kabarecie Dudek i Kabarecie Starszych Panów.
W latach 1953–1956 była wykładowczynią w warszawskiej PWST.
Przez niemal 65 lat współpracowała z Polskim Radiem, w którym pracowała jako spikerka oraz wzięła udział w nagraniu wielu audycji radiowych, zwłaszcza dla dzieci – czytała m.in. wiersze Jana Brzechwy i Juliana Tuwima (jej wykonanie „Ptasiego radia” Tuwima uchodzi za jedną z najwybitniejszych interpretacji wiersza w XX w.), kolejne odcinki Przygód Plastusia (Marii Kownackiej), Przygód Tomka Sawyera (Marka Twaina) oraz książki Ania z Zielonego Wzgórza (Lucy Maud Montgomery). Występowała także m.in. w Podwieczorku przy mikrofonie. Polskie Radio nagrodziło ją Złotym i Diamentowym Mikrofonem i Wielkim Splendorem.

## Życie prywatne
Jej mężem od 1948 był Bolesław Kielski (1915–1993), spiker Polskiego Radia. Była bezdzietna, jej pasierbem był Andrzej Kielski, syn męża z pierwszego małżeństwa (z Jadwigą Kozakiewicz).

## Śmierć i pogrzeb
Irena Kwiatkowska zmarła w Domu Aktora w Skolimowie.
Pogrzeb artystki odbył się 14 marca 2011 w bazylice św. Krzyża w Warszawie. Mszy świętej przewodniczył ks. Wiesław Niewęgłowski, który odczytał list od metropolity warszawskiego kard. Kazimierza Nycza. W ostatniej drodze aktorce towarzyszyła rodzina oraz licznie przybyli artyści, m.in. Olgierd Łukaszewicz, Maja Komorowska, Barbara Krafftówna, Alina Janowska, Jerzy Gruza, Teresa Lipowska, Jerzy Połomski, Wojciech Młynarski, Stanisław Brejdygant, Jacek Kawalec, Jacek Bławut. Obecny był również minister kultury Bogdan Zdrojewski, który wygłosił pożegnalne przemówienie.
Została pochowana u boku swojego męża na cmentarzu Powązkowskim w Warszawie (kwatera 189-1-6).

## Filmografia
| Rok       | Tytuł                                                  | Rola                                             | Uwagi                                                              |
| --------- | ------------------------------------------------------ | ------------------------------------------------ | ------------------------------------------------------------------ |
| 1939      | Moja mama – to ja!                                     | brak danych (?)                                  | Film nieukończony, prace przerwał wybuch II wojny światowej        |
| 1945      | 2 x 2 = 4                                              | paniusia przed lustrem                           | propagandowy, reżyseria: Antoni Bohdziewicz, Tadeusz Makarczyński  |
| 1953      | Sprawa do załatwienia                                  | pasażerka wagonu sypialnego                      | komedia, reżyseria: Jan Rybkowski, Jan Fethke                      |
| 1958      | Żołnierz królowej Madagaskaru                          | Aniela Lemięcka                                  | komedia muzyczna, reżyseria: Jerzy Zarzycki                        |
| 1959      | Tysiąc talarów                                         | Eulalia                                          | komedia, reżyseria: Stanisław Wohl                                 |
| 1961      | Drugi człowiek                                         | Gorzycka                                         | obyczajowy, reżyseria: Konrad Nałęcki                              |
| 1962      | I ty zostaniesz Indianinem                             | redaktorka pisma „Kobieta Anioł”                 | komedia sensacyjna, reżyseria: Konrad Nałęcki                      |
| 1962      | Klub kawalerów                                         | swatka Dziurdziulińska                           | komedia muzyczna, reżyseria: Jerzy Zarzycki                        |
| 1963      | Zacne grzechy                                          | Firlejowa                                        | komedia, reżyseria: Mieczysław Waśkowski                           |
| 1965–1966 | Wojna domowa                                           | Zofia Jankowska                                  | serial telewizyjny, reżyseria: Jerzy Gruza                         |
| 1966      | 101 dalmatyńczyków (film 1961)                         | Gęś (polski dubbing)                             | animowany, reżyseria: Maria Piotrowska                             |
| 1967      | Pchła Szachrajka                                       | Pchła Szachrajka (głos)                          | animowany, reżyseria: Zofia Ołdak                                  |
| 1968      | Proszę słonia (serial animowany)                       | mama Pinia (głos)                                | serial animowany, reżyseria: Piotr Paweł Lutczyn                   |
| 1970      | Dzięcioł                                               | sanitariuszka                                    | komedia, reżyseria: Jerzy Gruza                                    |
| 1974–1977 | Czterdziestolatek                                      | Kobieta Pracująca                                | serial telewizyjny, reżyseria: Jerzy Gruza                         |
| 1976      | Motylem jestem, czyli romans 40-latka                  | Kobieta Pracująca                                | komedia, reżyseria: Jerzy Gruza                                    |
| 1978      | Hallo Szpicbródka, czyli ostatni występ króla kasiarzy | Makowska                                         | musical, reżyseria: Janusz Rzeszewski, Mieczysław Jahoda           |
| 1978      | Proszę słonia                                          | mama Pinia (głos)                                | animowany, reżyseria: Witold Giersz                                |
| 1979      | Tajemnica szyfru Marabuta                              | Molesta Zgrzypik, ciotka Malwinki (głos)         | animowany, reżyseria: Maciej Wojtyszko                             |
| 1983      | Lata dwudzieste... lata trzydzieste...                 | pani Aniela                                      | musical, reżyseria: Janusz Rzeszewski                              |
| 1986      | Zmiennicy                                              | Maria Piórecka, matka Kasi                       | serial telewizyjny, reżyseria: Stanisław Bareja                    |
| 1988      | Pan Kleks w kosmosie                                   | kula informacyjna (głos)                         | familijny, reżyseria: Krzysztof Gradowski                          |
| 1991      | Rozmowy kontrolowane                                   | Lusia, ciotka Ochódzkiego                        | komedia, reżyseria: Sylwester Chęciński                            |
| 1993      | Czterdziestolatek. 20 lat później                      | Kobieta Pracująca (odcinki: 2, 7, 8, 12, 14, 15) | serial telewizyjny, reżyseria: Jerzy Gruza                         |
| 1993–1994 | Bajki pana Bałagana                                    | Babcia Ala                                       | serial animowany, reżyseria: Bronisław Zeman                       |
| 1995      | 101 dalmatyńczyków (film 1961)                         | Gęś (polski dubbing)                             | animowany, reżyseria: Ewa Złotowska                                |
| 2000      | Kiedy noce robią się krótkie                           | (wycięty epizod)                                 | dramat, reżyseria: Mona J. Hoel                                    |
| 2000–2001 | Graczykowie                                            | wróżka (odcinki: 34, 39, 40, 52)                 | serial telewizyjny, reżyseria: Krzysztof Jaroszyński               |
| 2002      | Graczykowie, czyli Buła i spóła                        | wróżka (odcinek 39)                              | serial telewizyjny, reżyseria: Krzysztof Jaroszyński               |
| 2008      | Jeszcze nie wieczór                                    | aktorka Irena                                    | dramat, reżyseria: Jacek Bławut                                    |
| 2009      | Niania                                                 | matka Hieronima (odcinek 115)                    | serial telewizyjny, reżyseria: Jerzy Bogajewicz                    |
| 2019      | Zabij to i wyjedź z tego miasta                        | Kobieta w pociągu (głos)                         | film animowany, reżyseria: Mariusz Wilczyński (wydany pośmiertnie) |

## Ordery i odznaczenia

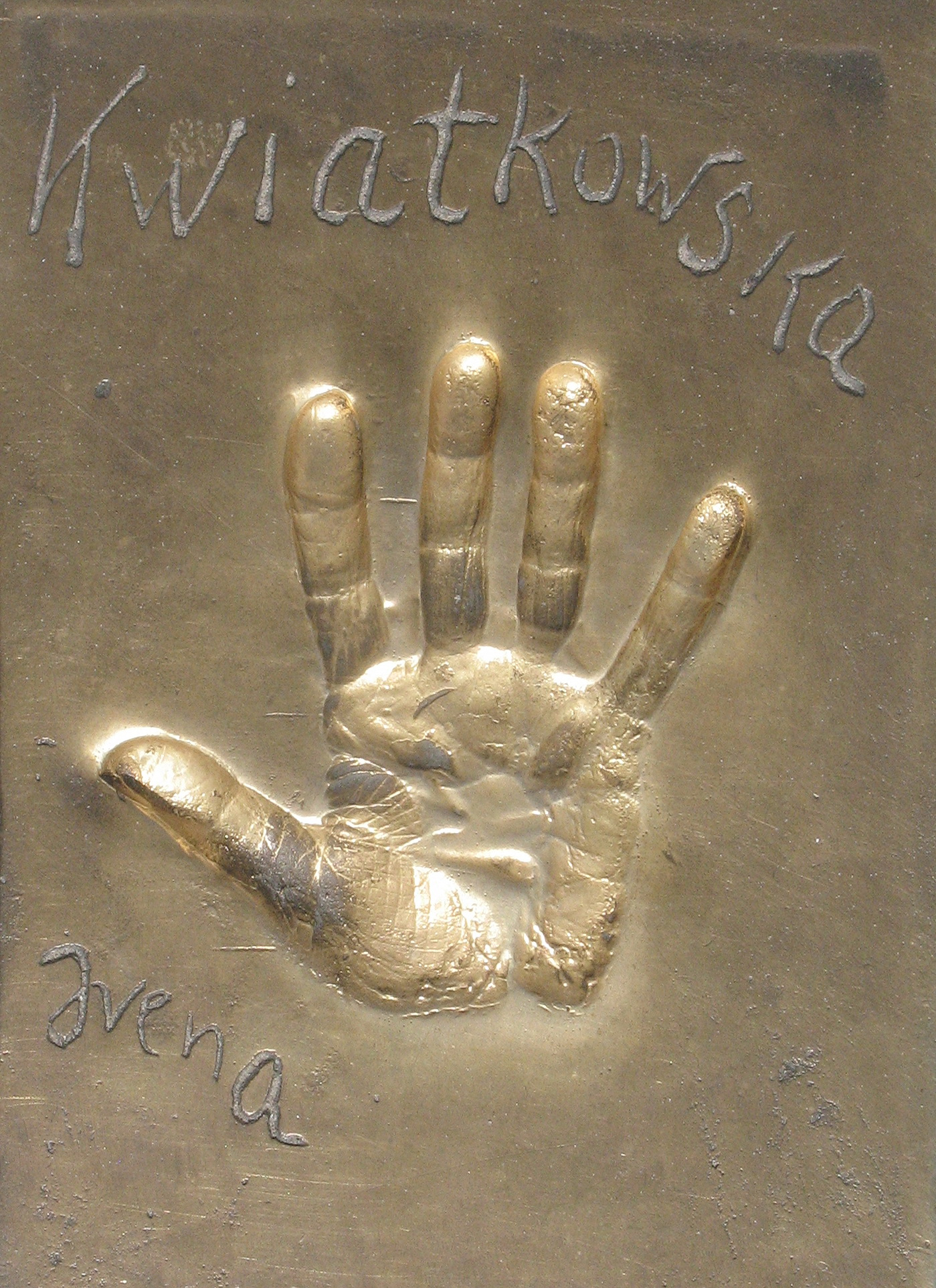
Odcisk dłoni I. Kwiatkowskiej w Alei Gwiazd w Międzyzdrojach

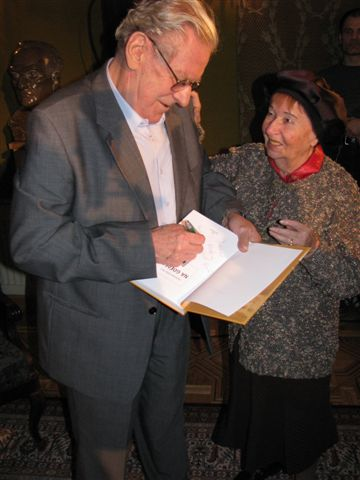
Kwiatkowska z Wiesławem Gołasem w Warszawie (2008)

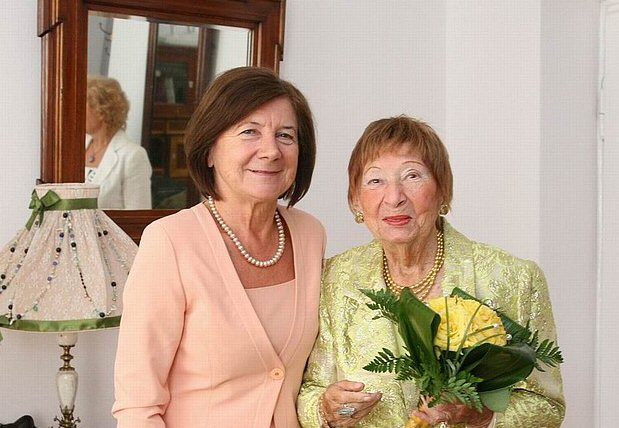
Kwiatkowska z Marią Kaczyńską (2009)

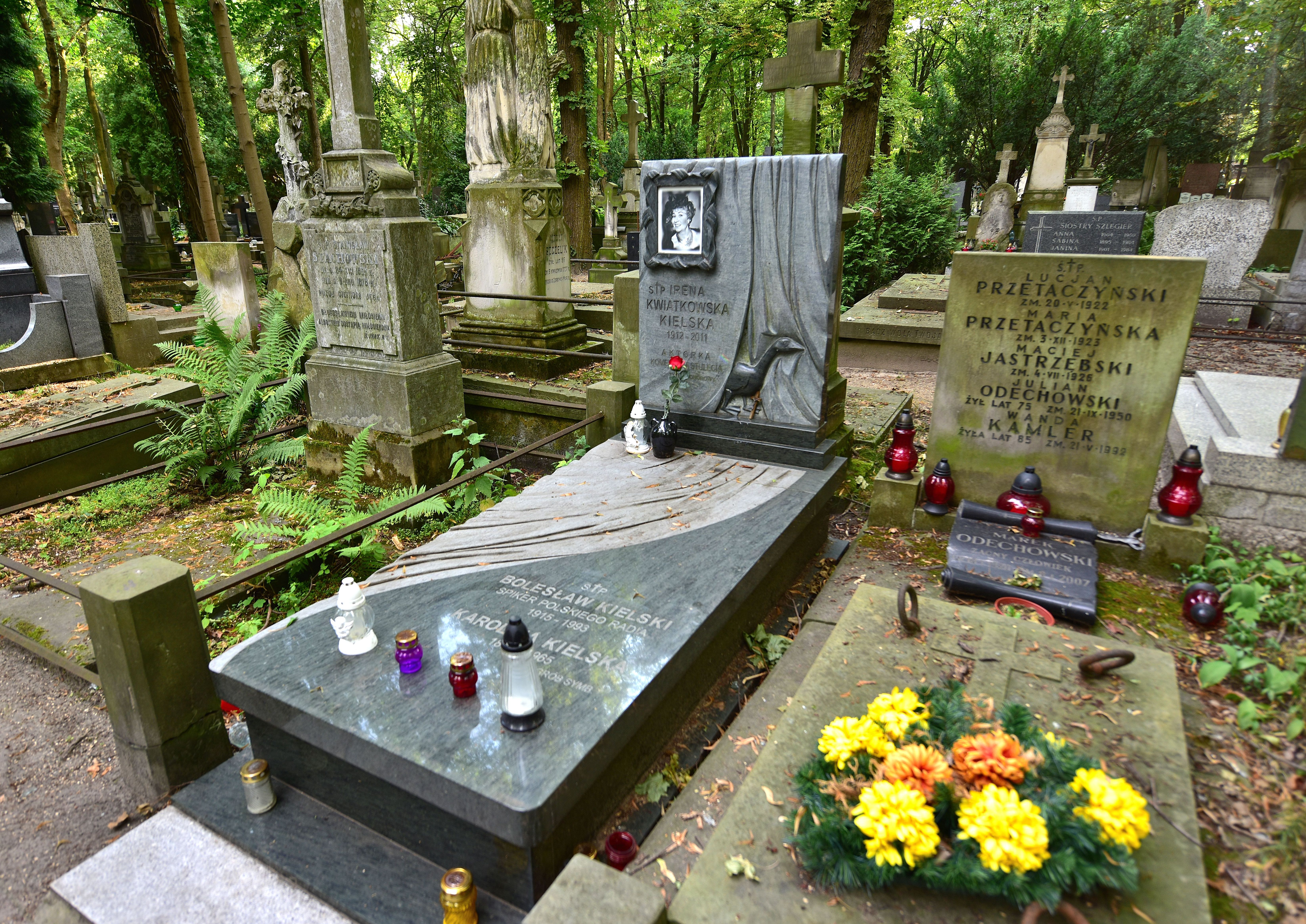
Grób Ireny Kwiatkowskiej i jej męża Bolesława Kielskiego na Powązkach

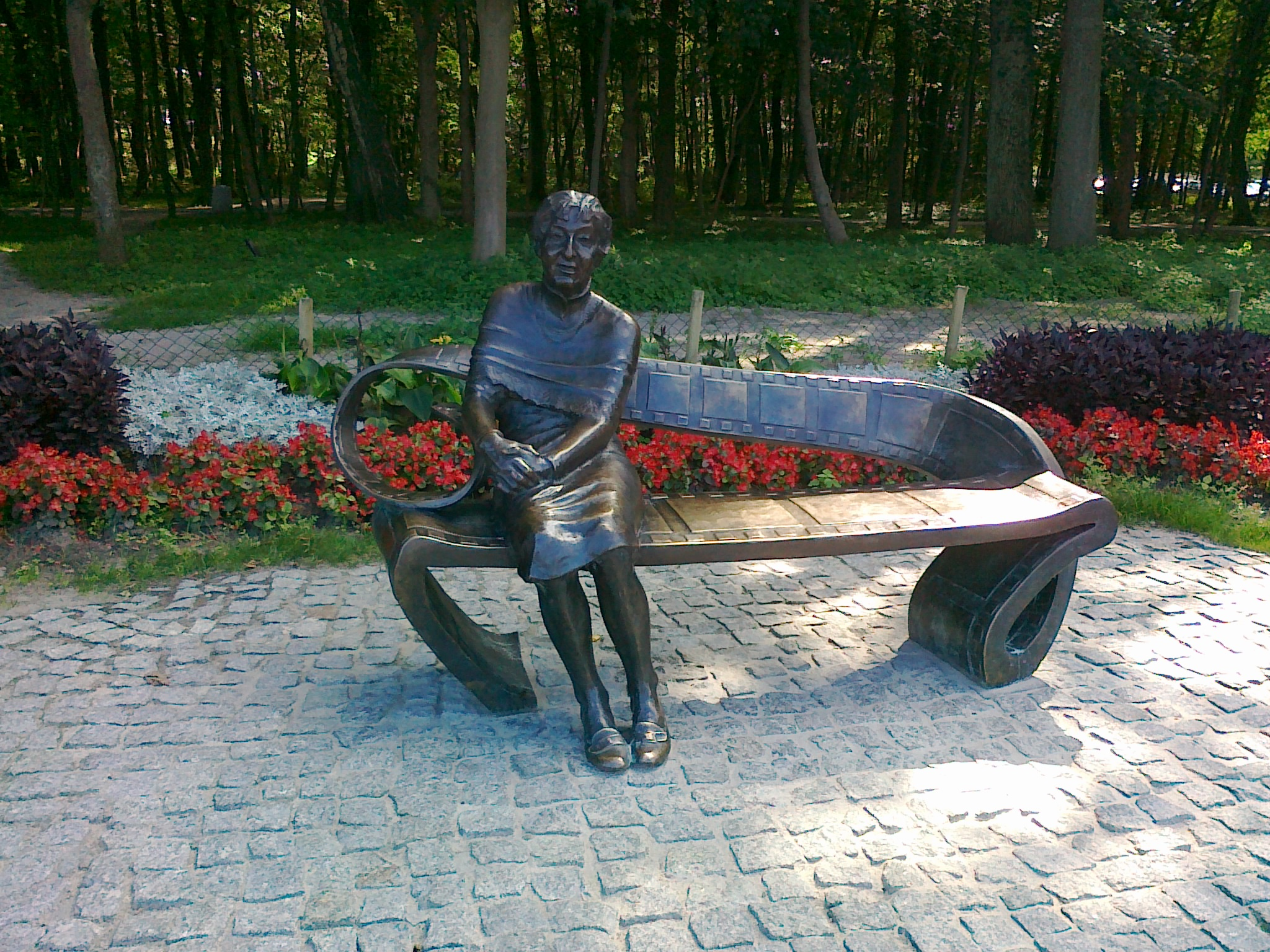
Ławeczka Ireny Kwiatkowskiej przy deptaku w Ustce

- Krzyż Komandorski z Gwiazdą Orderu Odrodzenia Polski (2 września 2009)[21][22]
- Krzyż Komandorski Orderu Odrodzenia Polski (29 listopada 2000)[23]
- Order Sztandaru Pracy II klasy (1976)[24]
- Krzyż Oficerski Orderu Odrodzenia Polski (11 lipca 1955)[25]
- Medal 30-lecia Polski Ludowej (1974)
- Medal 10-lecia Polski Ludowej (19 stycznia 1955)[26]
- Odznaka 1000-lecia Państwa Polskiego (1967)
- Złoty Medal „Zasłużony Kulturze Gloria Artis” (27 września 2005)[27][28]
- Order „Ecclesiae populoque servitum praestanti” (2002)
- Order Uśmiechu (1998)
- Złota odznaka honorowa „Za Zasługi dla Warszawy” (1965)[29]
- Medal Pamiątkowy „Pro Masovia” (2006)[30]
- Honorowa Odznaka Związku Niewidomych (1994)
- Złota Odznaka Honorowa Towarzystwa Polonia (1987)

## Nagrody
- 1952 – Dyplom Uznania Ministra Kultury i Sztuki
- 1953 – Nagroda Państwowa II stopnia za działalność estradową „za wybitne osiągnięcia aktorskie w dziedzinie satyry, w szczególności w programach Teatru Satyryków i Teatru Syrena w Warszawie”
- 1965 – Nagroda Przewodniczącego ds. Radia i Telewizji za wybitne osiągnięcia aktorskie w programach rozrywkowych telewizji
- 1967 – „Złota Maska”, nagroda redakcji „Expressu Wieczornego”
- 1968 – „Złota Maska”, nagroda redakcji „Expressu Wieczornego”
- 1968 – Laureatka plebiscytu na najpopularniejszą kobietę Warszawy
- 1969 – „Złota Maska”, nagroda redakcji „Expressu Wieczornego”
- 1970 – Nagroda Artystyczna Miasta Warszawy
- 1971 – „Złota Maska”, nagroda redakcji „Expressu Wieczornego”
- 1971 – Nagroda Artystyczna Miasta Warszawy
- 1971 – Warszawianka Roku[31]
- 1973 – „Złoty Mikrofon” za stworzenie postaci Plastusia i Pani Eufemii oraz za całokształt wybitnej twórczości aktorskiej w audycjach radiowych dla dzieci i dorosłych[32]
- 1993 – „Wielki Splendor”, nagroda Teatru Polskiego Radia za kreacje radiowe[33]
- 1994 – „Prometeusz”, nagroda za wybitne osiągnięcia estradowe
- 1995 – „Diamentowy Mikrofon” – Nagroda Honorowa z okazji 70-lecia Polskiego Radia[32]
- 1995 – „Złoty Wawrzyn Grzymały”, nagroda Bydgoskiego Towarzystwa Teatralnego dla najlepszych aktorów
- 1995 – „Super Wiktor”
- 1995 – „Warszawianka Roku 1995”, tytuł w plebiscycie „Expressu Wieczornego”
- 2002 – „Gwiazda Telewizji Polskiej”, nagroda z okazji 50-lecia TVP za kreacje w Teatrze telewizji i kabarecie
- 2003 – Nagroda za całokształt twórczości artystycznej na IV Festiwalu Dobrego Humoru w Trójmieście
- 2003 – Odcisk dłoni na Promenadzie Gwiazd podczas VIII Festiwalu Gwiazd w Międzyzdrojach
- 2007 – Wawrzyn Mistrza Mowy Polskiej[34]
- 2008 – „Aktorka komediowa stulecia” – nagroda w plebiscycie „Złote Kaczki”
- 2008 – 5 miejsce w ankiecie „Polityki” na najważniejszych aktorów polskich XX w.

## Książki o Irenie Kwiatkowskiej
- Roman Dziewoński, Irena Kwiatkowska i znani sprawcy (Muza 2003, ISBN 83-7319-479-7).
- Irena Kwiatkowska czyta „Dzieci z Bullerbyn” Astrid Lindgren (zawiera m.in. sylwetkę aktorki; Biblioteka „Gazety Wyborczej” 2007, ISBN 978-83-60225-79-0; seria: „Mistrzowie słowa”).
- Marcin Wilk, Kwiatkowska. Żarty się skończyły (2019).

## Upamiętnienie
Upamiętnia ją ławeczka w Ustce.
Z okazji setnej rocznicy urodzin aktorki powstała Fundacja im. Ireny Kwiatkowskiej na rzecz Twórczości dla Dzieci założona przez jej bratanicę.